# Asociación de Compositores y Autores Musicales de Costa Rica
La Asociación de Compositores y Autores Musicales de Costa Rica (ACAM) es una organización de gestión colectiva costarricense creada por autores y compositores musicales con el propósito de velar por los derechos de autor de sus socios. La organización se encarga de administrar el cobro y la distribución equitativa de los derechos de autor, al mismo tiempo que protege los intereses de los editores y promueve la defensa de las obras musicales.

## Funciones
La Asociación tiene como objetivo principal la gestión y el reconocimiento de los derechos patrimoniales de las personas titulares de obras musicales protegidas por las leyes nacionales e internacionales de derechos de autor, buscando asegurar el reconocimiento de dichos derechos tanto en el territorio costarricense como en el extranjero. Los derechos incluyen aspectos como la comunicación pública (la ejecución pública, la radiodifusión, parlantes, telefonía, entre otros), la puesta a disposición al público de las obras y la transmisión pública y radiodifusión en todas sus modalidades.
Asimismo, la Asociación también se responsabiliza de recaudar y distribuir las retribuciones derivadas del uso de obras musicales protegidas por cualquier medio o procedimiento, conocido o por conocerse. Dichas retribuciones son prorrateadas entre las personas asociadas y entidades extranjeras con las cuales existan contratos de representación recíproca, una vez deducidos los costos administrativos e impositivos correspondientes. La promoción y apoyo de iniciativas destinadas a elevar los niveles de protección de los derechos de autor y el derecho conexo también son parte de las funciones de la Asociación, puesto a que la Asociación busca proteger a los titulares de obras musicales contra cualquier uso no autorizado de sus trabajos creativos.
La Asociación brinda apoyo financiero al Fondo para la Previsión Social y Promoción Cultural de la Unión de Trabajadores de la Música, Artistas y Afines (UTM), contribuyendo a acciones sociales y culturales en beneficio de sus miembros asociados y desempeñando un papel protector en el proceso.

### Premios ACAM
Los Premios ACAM son premios presentados por la Asociación de Compositores y Autores Musicales con el propósito de promover y reconocer el talento en composición musical en el país. Los premios cuentan con una variedad de categorías que abarcan diferentes áreas de la industria musical costarricense, incluyendo premios para personas compositoras, arreglistas, ingenieras de sonido y productoras, entre otros. También se otorga el Premio Ricardo "Reca" Mora, que reconoce a una persona compositora o autora costarricense por su destacada trayectoria y aporte a la música del país.